# Ah Kin Chel

División de las jurisdicciones o cacicazgos mayas en el siglo XVI según Ralph L. Roys.

Ah Kin Chel (del maya: Ah Kin Ch'el ‘Ah Kin: sacerdote, era el título; Ch'el: pájaro azul; también, Chel: arcoíris, sería el patronímico’) es el nombre de una de las jurisdicciones mayas, habitada por los cheles,  y existentes a la llegada de los conquistadores españoles en el siglo XVI.
La denominación de Ah Kin Chel fue otorgada por el líder de un grupo de jefes militares que establecieron una demarcación territorial a la caída de Mayapán hacia la mitad del siglo XV. Los habitantes de esta jurisdicción tomaron el nombre de cheles y su principal asentamiento fue posiblemente Tecoh según algunos autores o Izamal, según otros.
Tras la destrucción de Mayapán (1441-1461), en la Península de Yucatán, se crearon grandes rivalidades entre los mayas, y  se formaron 16 jurisdicciones independientes llamadas Kuchkabal. En cada Kuchkabal había un Halach Uinik (del maya: Halach Uinik ‘Hombre de hecho; Hombre de mando’), quien era el jefe con la máxima autoridad militar, judicial y política y que vivía en una ciudad principal considerada la capital de la jurisdicción.

## Datos históricos y territoriales
La historia legendaria de la jurisdicción está referida en varios reportes escritos después de la conquista, en 1581 y citados por Fray Diego de Landa:

Los habitantes de la región fueron conquistados por Kak U Pakal y Uilo, valerosos capitanes de los Ah Itzá, quienes fundaron Mayapán más tarde. Los primeros habitantes fueron Kinich Kabul y Kinich Kakmó así como Cit Ah Kutz y Cit Ah Collí, quienes descienden de los Xol, Moo y Collí indios de estas provincias llamados con esos apellidos.

El término Cit era utilizado reverencialmente por lo que los primeros habitantes así llamados pueden considerarse gente de linaje divinizado, esto es, dioses fundadores.
Se estima que algunos descendientes de Kinich Kakmó que se estableció en Izamal originalmente, donde fue divinizado igual que Zamná, y que eran parte del pueblo Itzá, vivían aún en la región a la llegada de los españoles. Izamal que fue un gran centro ceremonial, había declinado y gran parte de la influencia política se había trasladado a Mayapán, donde vivió un joven noble llamado Mo Chel, discípulo y yerno de un sacerdote, que llegó a su vez a ser sacerdote y llamado Ah Kin Chel. Este, al destruirse Mayapán, migró y ejerció su influencia hacia el norte y el este, en lo que los españoles reconocerían como el cacicazgo de Ah Kin Chel. Curiosamente, al migrar, en lugar de establecer su sede en Izamal, lo hizo en Tecoh, relegando así a la vieja capital regional, que sólo recuperó su hegemonía hasta después de que los franciscanos llegaran, poco después de la conquista.
Al parecer Mo Chel (Ah Kin Chel)  optó por Tecoh porque después de un cierto peregrinaje a la costa (según las Crónicas Pech hubo un cacique llamado Namox Chel descendiente de Ah Kin  ahí —en Tecoh— pudo reclutar al mayor número de seguidores. En todo caso, Francisco de Montejo (el Mozo) detectó que en Tecoh se encontraba el mayor centro de población de la región y el linaje de los Chel aún prevalecía en toda la zona. 
Colindó el cacicazgo así formado, al sur con el de Sotuta , al oeste con el de Ceh Pech y Hokabá, al este con el de Cupul y Chikinchel y al norte el litoral de la península.